# ميرا إنجلش
ميرا إنجلش (بالإنجليزية: Myra English)‏ هي موسيقية أمريكية، ولدت في 22 فبراير 1933 في Makawao, Hawaii ‏ في الولايات المتحدة، وتوفيت في 29 مارس 2001 في هونولولو في الولايات المتحدة.